# Diadocis remyi
Diadocis remyi is een vlinder uit de familie uilen (Noctuidae). De wetenschappelijke naam van deze soort is voor het eerst geldig gepubliceerd in 1954 door Viette.
De soort komt voor in tropisch Afrika.